# Rezistivitate electrică
Rezistivitatea electrică este mărimea ce caracterizeză comportarea distinctă a materialelor, sub acțiunea unui curent electric. Rezistivitatea este proprietatea specifică a unui anumit material de a se opune trecerii unui curent electric prin el. Se ia în considerare materialul omogen, de dimensiune dată și un timp de solicitare și la un curent electric fix. Rezistivitatea este caracteristică fiecărui tip de material și stă la baza calculării rezistenței electrice a diferitelor corpuri făcute din materialul respectiv.

## Definiții

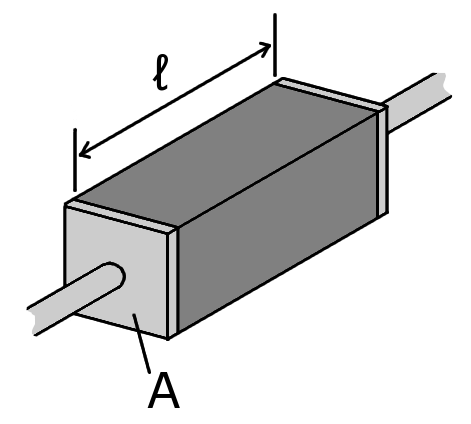
O bucată de material rezistiv, având contacte electrice la ambele capete.

Rezistivitatea electrică a unui material, notată cu ρ (rho), este redată de formula: 
{\displaystyle \rho =R{\frac {A}{\ell }}\,\!}
(formulă dedusă din :{\displaystyle R=\rho {\frac {\ell }{A}}\,\!})
unde
ρ este rezistivitatea statică, măsurată în ohm metri, Ωm;
R este rezistența electrică a unei mostre uniforme de material, măsurată în ohmi, Ω;
{\displaystyle \ell } este lungimea mostrei, măsurată în metri;
A este aria secțiunii transversale a mostrei, măsurată în metri pătrați, m².
Din această formulă derivă o alta, cu un caracter practic, o formulă care ne ajută să calculăm
suprafața secțiunii unui conductor destinat transportului de energie electrică:
S = (ρ x m x L)/(v x U²)
unde
S este aria secțiunii transversale a conductorului electric, în mm²;
ρ este rezistivitatea electrică specifică (a cuprului = 0,0172 mΩmm);
m este lungimea dublă a cablului de transport (traseul dus-întors), măsurată în metri;
v este un coeficient de pierderi (0,01 pentru pierderi de max. 1%, 0,03 pentru pierderi de 3%)
U este tensiunea electrică la care funcționează rețeaua de transport (în Volți V)
L este puterea absorbită de consumator (în Watti W)
În general, o încărcare de 7 - 10 A/mm² a cablurilor de transport, poate fi acceptată în practică.